# Янаґімото Коносуке
Янаґімото Коносуке (24 листопада 2003) — японський плавець.
Учасник Олімпійських Ігор 2020 року, де в естафеті 4x200 метрів вільним стилем його збірна посіла 12-те місце і не потрапила до фіналу.